# Bánfi Sándor
Bánfi Sándor, 1883-ig Deutsch (Lovasberény, 1846. október 30. – Budapest, 1890. szeptember 15.) zeneszerző, zeneesztéta, újságíró.

## Élete
Lovasberényben született, ahol apja tanító volt; innen Kecskemétre, majd Pestre költöztek és itt a gimnázium első két osztályát magánuton végezvén, az evangélikus gimnáziumban folytatta tanulmányait; onnan az akkori német Staatsgymnasiumba lépett az 5. osztályba; a nyolcadikat a reformatusoknál végezte. Ezután Párizsba ment a világkiállításra, ahol megismerkedett Offenbachchal és Delibessel. Visszatérvén a fővárosba, az izraelita tanítóképzőben hat évig volt zene- és énektanár; ezután az egyetemre iratkozott be és két évig jogot hallgatott és államvizsgát tett.
Az ügyvédséghez nem lévén kedve, a zenére és énekre adta magát és több keringőt szöveggel és szöveg nélkül, négy operettet, két műdalt, két ballettet és egy vígoperát (Fanchon) írt. A párizsi Archives Israelites c. lapba írt cikkeket és Budapesten a Gazette de Hongrie zenekritikusa volt Saissy szerkesztése alatt; azután a Harmonia c. zenelapban a francia rovat szerkesztője lett. Írt még a Pester Lloydba, Allgemeine Deutsche Musikzeitungba és a Zenelapba (1886.) Több zeneesztétikai szakmunkája jelent meg.

## Munkái
- Zeneelmélet és az összhangzattan elemei. Bpest, 1884.
- Az énektanítás elmélete elemi iskolai tanító képző intézetek növendékei számára. Uo. 1886.

## Jegyei
B. S. ▪ . ▪ +